# Quinagolid
Quinagolid ist ein synthetisch hergestellter Stoff, der chemisch zu den Decahydrochinolin-Derivaten und den Sulfonsäureamiden und pharmakologisch zur Gruppe der Dopaminagonisten mit nicht-ergoliner Struktur gehört. Quinagolid hemmt die Ausschüttung (Sekretion) des Hormons Prolaktin und wird als Arzneistoff zur Behandlung krankhaft erhöhter Prolaktinspiegel im Blut (Hyperprolaktinämie) eingesetzt. Quinagolid wurde bei Sandoz entwickelt und 1983 zum Patent angemeldet. Es handelt sich um ein racemisches Gemisch. Meist wird statt der freien Base das besser wasserlösliche Hydrochlorid eingesetzt.

## Stereochemie
Quinagolid ist ein Racemat, also ein 1:1-Gemisch aus folgenden zwei Enantiomeren:
| Enantiomere von Quinagolid | Enantiomere von Quinagolid |
| -------------------------- | -------------------------- |
| CAS-Nummer: 140630-79-1    | CAS-Nummer: 140630-80-4    |

## Wirkmechanismus und -dauer
Quinagolid bindet selektiv als Agonist an den D2-Rezeptoren, die unter anderem im Hypophysenvorderlappen vorkommen. Es hemmt stark die Prolaktinsekretion, ohne den normalen Spiegel der anderen Hypophysenhormone zu senken. Pharmakologisch aktiv ist ausschließlich das (−)-Enantiomer.
Die Wirkung tritt innerhalb von 2 Stunden ein und erreicht nach circa 4 bis 6 Stunden ihr Maximum. Durch die lange Plasmahalbwertszeit von 11 bis 17 Stunden reicht eine einmalige tägliche Einnahme aus.

## Gegenanzeigen
Die Einnahme ist kontraindiziert bei Überempfindlichkeit gegen Quinagolid und bei starker Einschränkung der und Leber- und Nierenfunktion.

## Neben- und Wechselwirkungen
Die häufigsten Nebenwirkungen sind Erbrechen, Übelkeit, Müdigkeit, Schwindel und Kopfschmerzen. Wechselwirkungen (Interaktionen) wurden nicht untersucht und sind nicht bekannt. Aufgrund des Wirkungsmechanismus sind Wechselwirkungen unter anderem mit Neuroleptika (Aufhebung der Wirkung) denkbar. Alkohol kann die Verträglichkeit von Quinagolid herabsetzen.

## Präparate
Quinagolid ist in Tablettenform als Norprolac im Handel erhältlich.